# Fiddaun Castle
Fiddaun Castle (irisch Caisleán Fiodh Dúin, dt. „Wald des Forts“) ist ein Tower House im Dorf Tubber im irischen County Galway in der Nähe der Grenze zum County Clare. Die als National Monument gelistete Burg liegt zwischen dem Lough Doo und dem Lough Aslaun.

## Geschichte
Fiddaun Castle ist ein Tower House aus der Mitte des 16. Jahrhunderts im Baronat Kiltartan des ehemaligen Königreiches Uí Fiachrach Aidhne, eine der O’Shaughnessy-Burgen.
Es wurde vermutlich auf Geheiß von Sir Roger Gilla Dubh Ó Seachnasaigh (O’Shaughnessy) erbaut, da er der erste Adlige war, der als dort lebend urkundlich erwähnt ist und die Burg vor seiner Zeit nicht bekannt war.
Heute ist das Tower House besonders für seine gut erhaltene innere Einfriedungsmauer bekannt. Es liegt auf Privatgrund und wird vom Office of Public Works unterhalten.